# Jastrebovo (Roese)
Jastrebovo (Bulgaars: Ястребово) is een dorp in Bulgarije. Het dorp is gelegen in de gemeente Roese in de oblast  Roese. Het dorp ligt 17 km ten zuidoosten van Roese en 255 km ten noordoosten van de hoofdstad Sofia. 

## Bevolking
Op 31 december 2020 telde het dorp Jastrebovo 243 inwoners. Het aantal inwoners vertoont vele jaren een dalende trend: in 1985 had het dorp nog 580 inwoners.
| Bevolkingsontwikkeling tussen 1934 en 2020          |
| --------------------------------------------------- |
|                                                     |
| Bron: Nationaal Statistisch Instituut van Bulgarije |

In het dorp wonen nagenoeg uitsluitend etnische Turken, maar er een minderheid van etnische Bulgaren. In de optionele volkstelling van 2011 identificeerden 144 van de 156 ondervraagden zichzelf als etnische Turken, oftewel 92,3% van alle ondervraagden. De overige ondervraagden noemden zichzelf vooral etnische Bulgaren (10 personen - 6,4%).
| Etnische samenstelling van de respondenten (2011) | Etnische samenstelling van de respondenten (2011) | Etnische samenstelling van de respondenten (2011) | Etnische samenstelling van de respondenten (2011) | Etnische samenstelling van de respondenten (2011) |
| ------------------------------------------------- | ------------------------------------------------- | ------------------------------------------------- | ------------------------------------------------- | ------------------------------------------------- |
|                                                   |                                                   |                                                   |                                                   |                                                   |
| Bulgaren                                          | Bulgaren                                          |                                                   | 6,4%                                              | 6,4%                                              |
| Turken                                            | Turken                                            |                                                   | 92,3%                                             | 92,3%                                             |
| Roma                                              | Roma                                              |                                                   | 0,0%                                              | 0,0%                                              |
| Anders/Onbekend                                   | Anders/Onbekend                                   |                                                   | 1,3%                                              | 1,3%                                              |

Basarabovo · Bazan · Chotantsa · Dolno Ablanovo · Jastrebovo · Marten · Nikolovo · Novo Selo · Prosena · Roese · Sandrovo · Semerdzjievo · Tetovo · Tsjervena Voda